# Qualificazioni alla Coppa del Mondo di rugby 2019 - Asia
Le qualificazioni asiatiche alla Coppa del Mondo di rugby 2019 sono iniziate nel maggio 2016 e termineranno nel giugno 2018, coinvolgendo 11 squadre nel ambito della Asia Rugby Championship, con la qualificazione di una squadra ai ripescaggi mondiali.

## Schema di qualificazione
| Primo turno | Secondo turno | Terzo turno                                                                                  | Qualificate                                                                              |
| --- | --- | -------------------------------------------------------------------------------------------- | ---------------------------------------------------------------------------------------- |
| Divisione 1 2016 - Filippine - Malaysia - Singapore - Sri Lanka Divisione 2 2016 - Emirati Arabi Uniti - Guam - Thailandia - Uzbekistan | Divisione 1 2017 - 1ª Classificata divisione 1 2016 - 2ª Classificata divisione 1 2016 - 3ª Classificata divisione 1 2016 - 1ª Classificata divisione 2 2016 | Asian Rugby Championship 2018 - Corea del Sud - Hong Kong - 1ª Classificata divisione 1 2017 | Classificata allo spareggio Asia/Oceania - 1ª Classificata Asian Rugby Championship 2018 |

## Primo turno

### Asian Rugby Championship Divisione 2 2016
|  | Semifinali          | Semifinali          | Semifinali          |                     |            | Finale          | Finale          | Finale          |  |
|  |                     |                     |                     |                     |            |                 |                 |                 |  |
|  | Thailandia          | Thailandia          | 25                  |                     |            |                 |                 |                 |  |
|  | Thailandia          | Thailandia          | 25                  |                     |            |                 |                 |                 |  |
|  | Guam                | Guam                | 16                  |                     |            |                 |                 |                 |  |
|  | Guam                | Guam                | 16                  |                     | Thailandia | Thailandia      | 18              |                 |  |
|  |                     |                     |                     |                     | Thailandia | Thailandia      | 18              |                 |  |
|  |                     |                     | Emirati Arabi Uniti | Emirati Arabi Uniti | 70         |                 |                 |                 |  |
|  | Emirati Arabi Uniti | Emirati Arabi Uniti | Emirati Arabi Uniti | Emirati Arabi Uniti | 70         | 63              |                 |                 |  |
|  | Emirati Arabi Uniti | Emirati Arabi Uniti |                     |                     |            | 63              |                 |                 |  |
|  | Uzbekistan          | Uzbekistan          | 13                  |                     |            | Finale 3º posto | Finale 3º posto | Finale 3º posto |  |
|  | Uzbekistan          | Uzbekistan          | 13                  |                     |            |                 |                 |                 |  |
|  |                     |                     |                     |                     |            |                 |                 |                 |  |
|  |                     |                     |                     |                     |            | Guam            | Guam            | 23              |  |
|  |                     |                     |                     |                     |            | Guam            | Guam            | 23              |  |
|  |                     |                     |                     |                     |            | Uzbekistan      | Uzbekistan      | 22              |  |

- Emirati Arabi Uniti avanzano alla Asian Rugby Championship Divisione 1 2017

### Asian Rugby Championship Divisione 1 2016
| Data           | Incontro              | Risultato | Sede         |
| -------------- | --------------------- | --------- | ------------ |
| 8 maggio 2016  | Sri Lanka ― Singapore | 33–17     | Kuala Lumpur |
| 8 maggio 2016  | Malaysia ― Filippine  | 10–15     | Kuala Lumpur |
| 11 maggio 2016 | Filippine ― Singapore | 24–28     | Kuala Lumpur |
| 11 maggio 2016 | Malaysia ― Sri Lanka  | 42–17     | Kuala Lumpur |
| 14 maggio 2016 | Sri Lanka ― Filippine | 25–21     | Kuala Lumpur |
| 14 maggio 2016 | Malaysia ― Singapore  | 40–20     | Kuala Lumpur |

|  | Classifica | G | V | N | P | PF | PS | diff. | BM | BS | PT |
|  | ---------- | - | - | - | - | -- | -- | ----- | -- | -- | -- |
|  | Malaysia   | 3 | 2 | 0 | 1 | 92 | 52 | +40   | 2  | 1  | 11 |
|  | Sri Lanka  | 3 | 2 | 0 | 1 | 75 | 80 | -5    | 1  | 0  | 9  |
|  | Filippine  | 3 | 1 | 0 | 2 | 60 | 63 | -3    | 1  | 2  | 7  |
|  | Singapore  | 3 | 1 | 0 | 2 | 65 | 97 | -32   | 1  | 0  | 5  |

- Malaysia,  Sri Lanka e  Filippine avanzano alla Asian Rugby Championship Divisione 1 2017

## Secondo turno

### Asian Rugby Championship Divisione 1 2017
| Data           | Incontro                        | Risultato | Sede |
| -------------- | ------------------------------- | --------- | ---- |
| 14 maggio 2017 | Sri Lanka ― Filippine           | 24–13     | Ipoh |
| 14 maggio 2017 | Malaysia ― Emirati Arabi Uniti  | 36–22     | Ipoh |
| 17 maggio 2017 | Sri Lanka ― Emirati Arabi Uniti | 33–17     | Ipoh |
| 17 maggio 2017 | Malaysia ― Filippine            | 40–8      | Ipoh |
| 20 maggio 2017 | Filippine ― Emirati Arabi Uniti | 34–26     | Ipoh |
| 20 maggio 2017 | Malaysia ― Sri Lanka            | 22–9      | Ipoh |

|  | Classifica          | G | V | N | P | PF | PS  | diff. | BM | BS | PT |
|  | ------------------- | - | - | - | - | -- | --- | ----- | -- | -- | -- |
|  | Malaysia            | 3 | 3 | 0 | 0 | 98 | 39  | +59   | 2  | 0  | 14 |
|  | Sri Lanka           | 3 | 2 | 0 | 1 | 66 | 52  | +14   | 1  | 0  | 9  |
|  | Filippine           | 3 | 1 | 0 | 2 | 55 | 90  | -35   | 1  | 0  | 5  |
|  | Emirati Arabi Uniti | 3 | 0 | 0 | 3 | 65 | 103 | -38   | 0  | 0  | 0  |

- Malaysia avanza alla Asian Rugby Championship 2018

## Terzo turno

### Asian Rugby Championship 2018
| Data           | Incontro                  | Risultato | Sede         |
| -------------- | ------------------------- | --------- | ------------ |
| 28 aprile 2018 | Malaysia ― Corea del Sud  | 10 – 35   | Kuala Lumpur |
| 5 maggio 2018  | Malaysia ― Hong Kong      | 8 – 67    | Kuala Lumpur |
| 12 maggio 2018 | Corea del Sud ― Hong Kong | 21 – 30   | Incheon      |
| 19 maggio 2018 | Corea del Sud ― Malaysia  | 67 – 12   | Incheon      |
| 26 maggio 2018 | Hong Kong ― Malaysia      | 91 – 10   | Hong Kong    |
| 2 giugno 2018  | Hong Kong ― Corea del Sud | 39 – 5    | Hong Kong    |

|  |               | G | V | N | P | PF  | PS  | diff. | BM | BS | PT |
|  | ------------- | - | - | - | - | --- | --- | ----- | -- | -- | -- |
|  | Hong Kong     | 4 | 4 | 0 | 0 | 227 | 44  | +183  | 3  | 0  | 19 |
|  | Corea del Sud | 4 | 2 | 0 | 2 | 128 | 91  | +37   | 2  | 0  | 10 |
|  | Malaysia      | 4 | 0 | 0 | 4 | 40  | 260 | -220  | 0  | 0  | 0  |

- Hong Kong qualificata allo spareggio Asia/Oceania.